# Ghislain Konan
Ghislain Konan, né le 27 décembre 1995 à Abidjan en Côte d'Ivoire, est un footballeur international ivoirien qui évolue au poste d'arrière gauche au Burgos CF.

## Biographie

### Carrière en club
Ghislain Konan participe à la Ligue Europa avec le club du Vitória Guimarães. Il joue cinq matchs dans cette compétition lors de la saison 2017-2018, en étant à chaque fois titulaire.
Il quitte le Vitória Guimarães après deux années au Portugal pour signer un contrat de quatre ans au Stade de Reims le 22 juin 2018.
Arrivé en fin de contrat à Reims, il a signé un bail de trois ans à Al-Nassr Riyad, en Arabie saoudite au cours de l'été 2022.

### Carrière internationale
Ghislain Konan reçoit sa première sélection en équipe de Côte d'Ivoire le 4 juin 2017, en amical contre les Pays-Bas. Les Ivoiriens s'inclinent sur le lourd score de 5-0. Il dispute ensuite lors de cette même année deux matchs rentrant dans le cadre des éliminatoires du mondial 2018, contre le Mali et le Maroc.
Konan participe à sa première compétition internationale lors de la Coupe d'Afrique des nations 2021 au Cameroun, les ivoiriens seront éliminés en huitièmes-de-finales par l'Égypte aux tirs-au-but.
Le 28 décembre 2023, il est retenu dans la liste des vingt-sept joueurs ivoiriens sélectionnés par Jean-Louis Gasset pour disputer la Coupe d'Afrique des nations 2023.

## Palmarès

### En sélection nationale
- Côte d'Ivoire
  - Vainqueur de la Coupe d'Afrique des nations en 2024[5]